# Fyrbandad fältmätare
Fyrbandad fältmätare (Xanthorhoe quadrifasiata) är en fjärilsart som beskrevs av Carl Alexander Clerck 1759. Fyrbandad fältmätare ingår i släktet Xanthorhoe och familjen mätare. Arten är reproducerande i Sverige. Inga underarter finns listade i Catalogue of Life.

## Bildgalleri

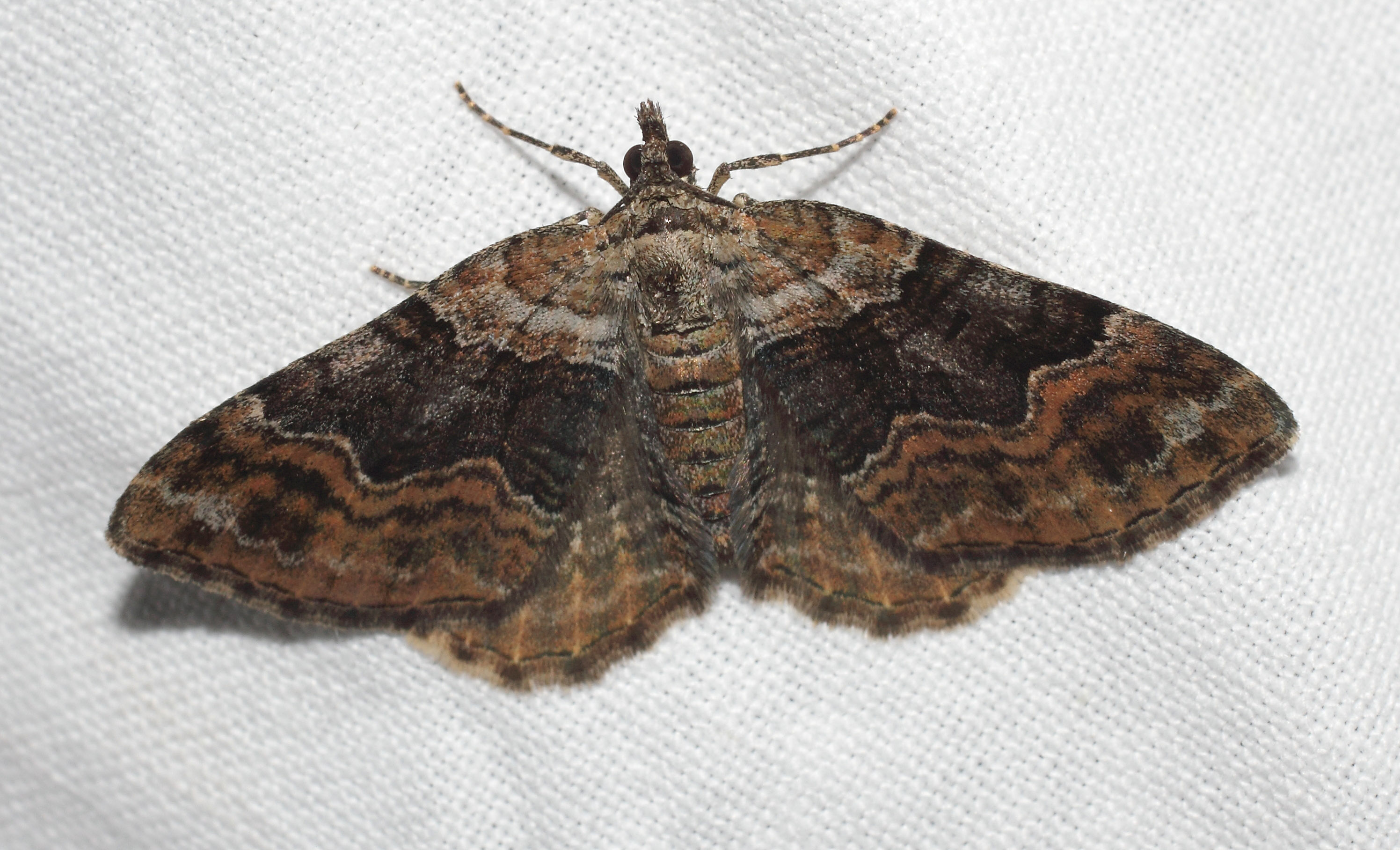
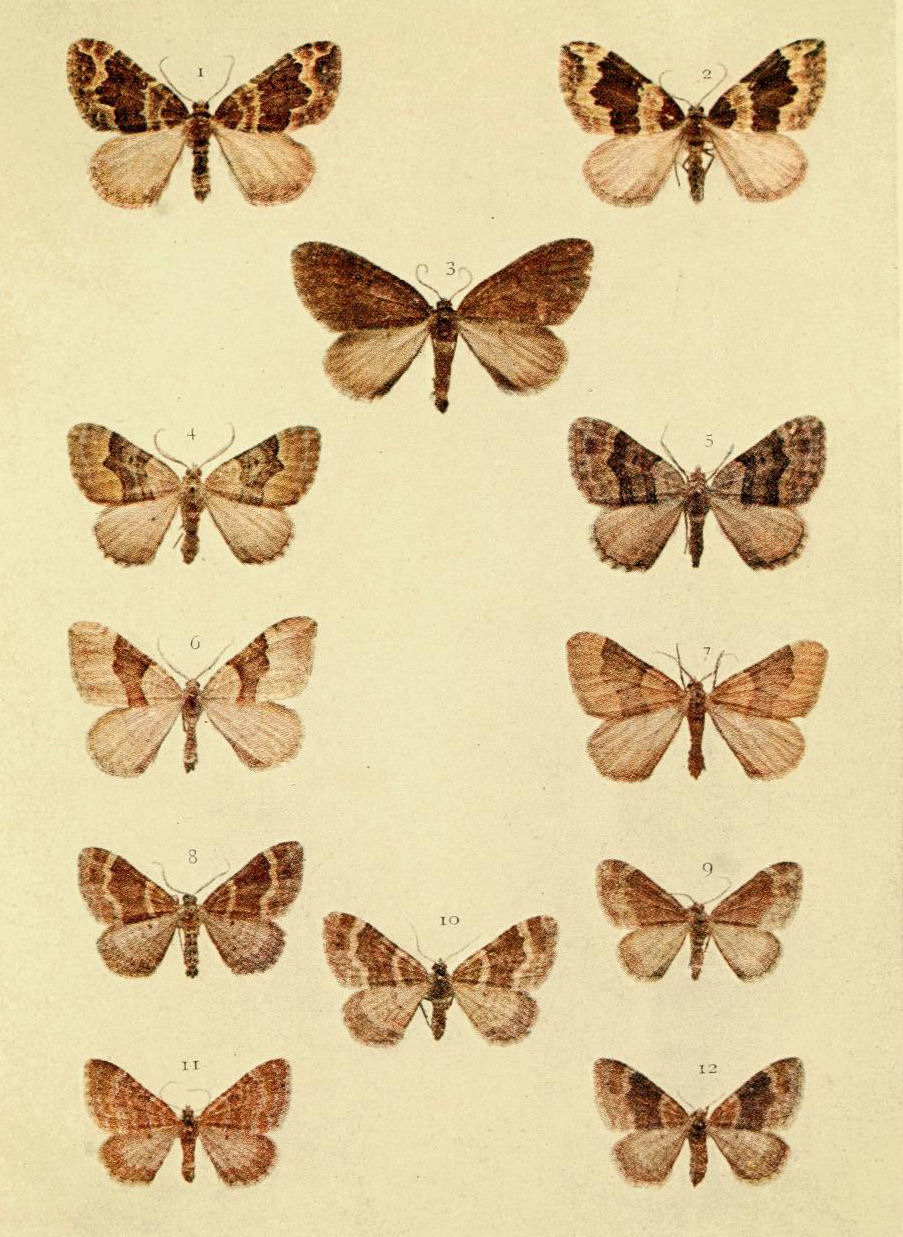
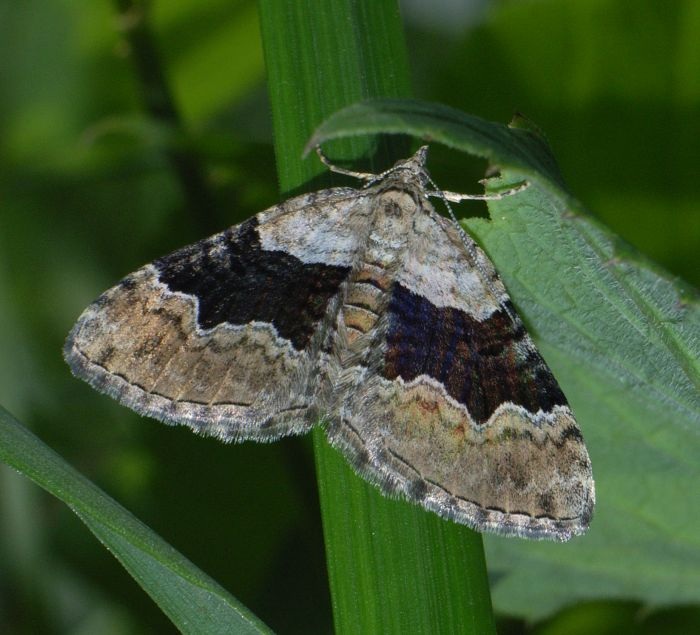
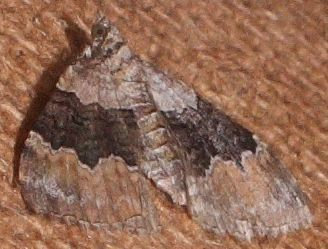
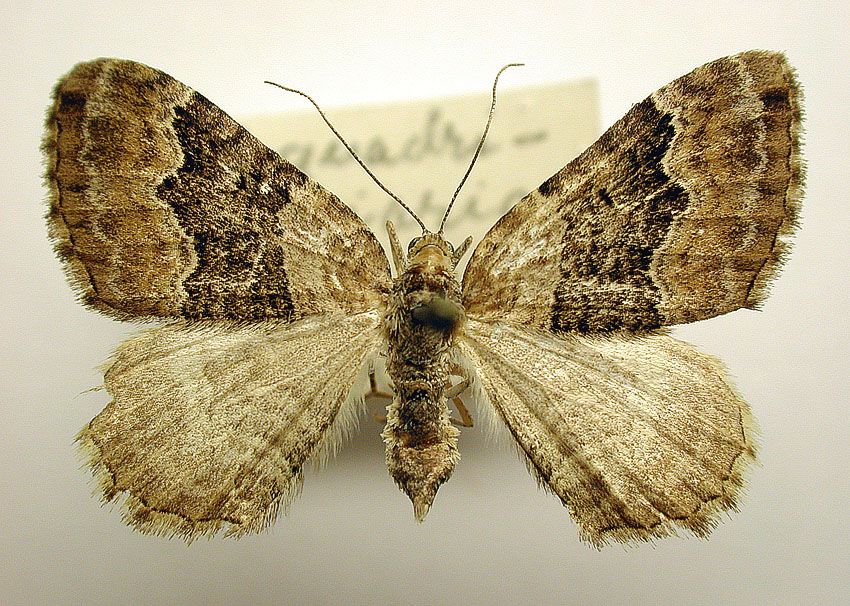